# Киперь, Игорь Михайлович
Игорь Михайлович Киперь (рум. Igor Chiperi; род. 4 августа 1999) — молдавский футболист, защитник.

## Биография
Воспитанник академии футбола «Шериф» Тирасполь. Сыграл один матч в Юношеской лиге УЕФА 2016/17 — в гостевой игре против «Вииторула» (1:4) получил две жёлтые карточки и был удалён. Провёл два матча за «Шериф-2». Во второй половине 2018 года был в аренде в «Тигине». С 2020 года — в «Динамо-Авто». В чемпионате сыграл 41 матч, забил один гол. Полуфиналист Кубка Молдавии 2021/22.
В сезоне 2022/23 — в клубе второй российской лиги «Ессентуки». Осенью 2023 года выступал в Молдавии за «Флорешты», весной 2024 года — в клубе третьей лиги Польши «Варта» (Гожув).
Сыграл три матча за сборную Молдавии до 17 лет в отборочном турнире к чемпионату Европы 2016. Сыграл три матча за сборную Молдавии до 19 лет в отборочном турнире к чемпионату Европы 2018. Провёл один матч за сборную Молдавии до 21 года в отборочном турнире к чемпионату Европы 2021.